# Sprintvärldsmästerskapen i kanotsport 2001
Sprintvärldsmästerskapen i kanotsport 2001 anordnades i Poznań, Polen. 

## Medaljsummering
| Pl.    | Nation     | Guld | Silver | Brons | Totalt |
| ------ | ---------- | ---- | ------ | ----- | ------ |
| 1      | Ungern     | 8    | 4      | 4     | 16     |
| 2      | Tyskland   | 5    | 3      | 3     | 11     |
| 3      | Polen      | 2    | 5      | 2     | 9      |
| 4      | Ryssland   | 2    | 2      | 3     | 7      |
| 5      | Spanien    | 1    | 2      | 3     | 6      |
| 6      | Rumänien   | 1    | 2      | 2     | 5      |
| 7      | Ukraina    | 1    | 1      | 3     | 5      |
| 8      | Kuba       | 1    | 0      | 2     | 3      |
| 9      | Australien | 0    | 2      | 1     | 3      |
| 10     | Italien    | 2    | 0      | 0     | 2      |
| 11     | Litauen    | 1    | 1      | 0     | 2      |
| 12     | Tjeckien   | 0    | 2      | 0     | 2      |
| 13     | Argentina  | 0    | 1      | 1     | 2      |
| 14     | Uzbekistan | 0    | 1      | 1     | 2      |
| 15     | Kanada     | 1    | 0      | 0     | 1      |
| 16     | Frankrike  | 1    | 0      | 0     | 1      |
| 17     | Norge      | 1    | 0      | 0     | 1      |
| 18     | Belarus    | 0    | 1      | 0     | 1      |
| 19     | Slovakien  | 0    | 0      | 1     | 1      |
| 20     | Sverige    | 0    | 0      | 1     | 1      |
| Totalt | Totalt     | 27   | 27     | 27    | 81     |

### Herrar

#### Kanadensare
| Gren       | Guld                                                                  | Tid | Silver                                                                                        | Tid | Brons                                                                             | Tid |
| C-1 200 m  | Dmytro Sabin (UKR)                                                    |     | Maksim Opalev (RUS)                                                                           |     | Michał Śliwiński (POL)                                                            |     |
| C-1 500 m  | Maksim Opalev (RUS)                                                   |     | György Kolonics (HUN)                                                                         |     | Andreas Dittmer (GER)                                                             |     |
| C-1 1000 m | Andreas Dittmer (GER)                                                 |     | Martin Doktor (CZE)                                                                           |     | György Kolonics (HUN)                                                             |     |
| C-2 200 m  | Polen Paweł Baraszkiewicz Daniel Jędraszko                            |     | Rumänien Ionel Averian Mikhail Vartolemei                                                     |     | Kuba Ibrahim Rojas Leobaldo Pereira                                               |     |
| C-2 500 m  | Kuba Ibrahim Rojas Leobaldo Pereira                                   |     | Polen Daniel Jędraszko Paweł Baraszkiewicz                                                    |     | Rumänien Mitică Pricop Florian Popescu                                            |     |
| C-2 1000 m | Polen Marcin Kobierski Michał Śliwiński                               |     | Spanien José Alfredo Bea David Mascató                                                        |     | Kuba Ibrahim Rojas Leobaldo Pereira                                               |     |
| C-4 200 m  | Ungern György Zala György Kozmann Béla Belicza Gábor Ivan             |     | Tjeckien Petr Netušil Jan Břečka Petr Fuksa Karel Kožíšek                                     |     | Ryssland Aleksandr Kovaljov Aleksandr Kostoglod Vladislav Polozunov Maksim Opalev |     |
| C-4 500 m  | Rumänien Iosif Anisim Florin Popescu Mikhail Vartolemei Ionel Averian |     | Ungern György Zala György Kozmann Béla Belicza Gábor Ivan                                     |     | Ryssland Roman Krugljakov Konstantin Fomitjov Vladimir Ladotja Aleksej Volkonskij |     |
| C-4 1000 m | Ungern György Zala György Kozmann Béla Belicza Gábor Ivan             |     | Belarus Ivan Skovorodkyn Aljaksandr Bahdanovitj Aljaksandr Kurljandtjyk Aljaksandar Zjukoŭski |     | Rumänien Iosif Anisim Chirac Marcov Ionel Averian Mikhail Vartolemei              |     |

#### Kajak
| Gren       | Guld                                                                   | Tid | Silver                                                                 | Tid | Brons                                                                      | Tid |
| K-1 200 m  | Ronald Rauhe (GER)                                                     |     | Oleksij Slivinskyj (UKR)                                               |     | Anton Ryaxov (UZB)                                                         |     |
| K-1 500 m  | Ákos Verecki (HUN)                                                     |     | Anton Ryaxov (UZB)                                                     |     | Javier Correa (ARG)                                                        |     |
| K-1 1000 m | Babak Amir-Tahmasseb (FRA)                                             |     | Javier Correa (ARG)                                                    |     | Lutz Liwowski (GER)                                                        |     |
| K-2 200 m  | Litauen Alvydas Duonėla Egidijus Balčiūnas                             |     | Tyskland Ronald Rauhe Tim Wieskötter                                   |     | Ukraina Mykola Zajtjenkov Mychajlo Lutjnik                                 |     |
| K-2 500 m  | Tyskland Ronald Rauhe Tim Wieskötter                                   |     | Litauen Alvydas Duonėla Egidijus Balčiūnas                             |     | Sverige Markus Oscarsson Henrik Nilsson                                    |     |
| K-2 1000 m | Norge Eirik Verås Larsen Nils Fjeldheim                                |     | Ungern Krisztián Bártfai Krisztián Veréb                               |     | Tyskland Marc Westphalen Marco Herszel                                     |     |
| K-4 200 m  | Ungern Gyula Kajner Vince Fehérvári István Beé Róbert Hegedűs          |     | Ryssland Roman Zarubin Aleksandr Ivanik Denis Turtjenkov Andrej Tissin |     | Ukraina Oleksij Slivinskyj Mykola Zajtjenkov Mychajlo Lutjnik Borys Markin |     |
| K-4 500 m  | Ryssland Roman Zarubin Aleksandr Ivanik Denis Turtjenkov Andrej Tissin |     | Rumänien Vasile Curuzan Marian Babin Geza Magyar Romică Şerban         |     | Slovakien Richard Riszdorfer Michal Riszdorfer Erik Vlček Juraj Bača       |     |
| K-4 1000 m | Tyskland Andreas Ihle Mark Zabel Björn Bach Stefan Ulm                 |     | Ungern Zoltán Kammerer Botond Storcz Roland Kökény Gábor Horváth       |     | Ryssland Roman Zarubin Aleksandr Ivanik Denis Turtjenkov Oleg Gorobij      |     |

### Damer

#### Kajak
| Gren       | Guld                                                                | Tid | Silver                                                                    | Tid | Brons                                                                      | Tid |
| K-1 200 m  | Karen Furneaux (CAN)                                                |     | Elżbieta Urbańczyk (POL)                                                  |     | Szilvia Szabó (HUN)                                                        |     |
| K-1 500 m  | Josefa Idem (ITA)                                                   |     | Katrin Borchert (AUS)                                                     |     | Katalin Kovács (HUN)                                                       |     |
| K-1 1000 m | Josefa Idem (ITA)                                                   |     | Katrin Wagner (GER)                                                       |     | Katrin Borchert (AUS)                                                      |     |
| K-2 200 m  | Spanien Izaskun Aramburu Sonia Molanes                              |     | Polen Beata Sokołowska Aneta Pastuszka                                    |     | Ungern Kinga Dékány Erzsébet Viski                                         |     |
| K-2 500 m  | Ungern Szilvia Szabó Kinga Bóta                                     |     | Polen Beata Sokołowska Aneta Pastuszka                                    |     | Spanien Sonia Molanes Beatriz Manchón                                      |     |
| K-2 1000 m | Tyskland Manuela Mucke Nadine Opgen-Rhein                           |     | Australien Katrin Borchert Katrin Kieseler                                |     | Spanien Beatriz Manchón Sonia Molanes                                      |     |
| K-4 200 m  | Ungern Kinga Dékány Krisztina Fazekas Erzsébet Viski Katalin Kovács |     | Spanien Maria Teresa Portela Maria Garcia Belen Sánchez Ana María Penas   |     | Polen Karolina Sadalska Aneta Pastuszka Dorota Kuczkowska Joanna Skowroń   |     |
| K-4 500 m  | Ungern Katalin Kovács Szilvia Szabó Kinga Bóta Erzsébet Viski       |     | Tyskland Manuela Mucke Katrin Wagner Anett Schuck Nadine Opgen-Rhein      |     | Spanien Maria Garcia Belen Sánchez Maria Teresa Portela Ana María Penas    |     |
| K-4 1000 m | Ungern Kinga Dékány Szilvia Szabó Erzsébet Viski Kinga Bóta         |     | Polen Karolina Sadalska Aneta Białkowska Dorota Kuczkowska Joanna Skowroń |     | Ukraina Hanna Balabanova Natalija Feklisova Inna Osypenko Tetjana Semykina |     |